# هاري فرانكلين فيكرز
هاري فرانكلين فيكرز (بالإنجليزية: Harry Franklin Vickers)‏ هو مهندس أمريكي، ولد في 1 أكتوبر 1898 في ريد لودج في الولايات المتحدة، وتوفي في 12 يناير 1977 في نيويورك في الولايات المتحدة.